# Márkushegyi bányaüzem
A márkushegyi bányaüzem az oroszlányi szénmedence legnagyobb bányája volt, mely 1981–2014 között működött. Ez volt Magyarország utolsó működő barnakőszén-bányája és utolsó a mélyművelésű szénbányái közül. A bánya Pusztavám külterületén helyezkedett el, mára az egykori helyszíneket rekultiválták. Működése során 44,1 millió tonna szenet hoztak itt a felszínre.

## Létrehozása
Az 1973-as kőolajválság hatására Magyarország vezetése – alig három évvel azt követően, hogy 1970. január 1-jével addig jól prosperáló szénbányák leállítását rendelte el – újból a hazai szénkészlet jobb kihasználása mellett döntött. Ennek megvalósítására jött létre az eocén program, mely négy új szénbánya nyitását és két működő bánya fejlesztését írta elő. A Pusztavámtól délre fekvő, 242 méter magas Márkus-hegy keleti oldalában 1976-ban kezdődött meg a bánya kiépítése, a szén termelése pedig 1981. április 1-jén indult meg.

## Működése
A környék szénkészleteiről már 1810-ben ismertek voltak bizonyos adatok. A bányában kitermelt szén a földtörténeti újidő harmadidőszakában, az eocén korban – körülbelül 56–34 millió évvel ezelőtt – keletkezett. Az általában kéttelepes kifejlődésű szénkészlet 200–550 méter mélységben helyezkedett el. A szén fűtőértéke 16 000–21 000 kJ/kg volt, ami barnakőszén esetében jó minőséget jelentett, lakossági és erőművi felhasználásra is megfelelt.
A bánya járatainak hossza meghaladta az 50 kilométert, a bányaterület kiterjedése pedig a 43 km2-t. A kitermelés mennyisége évi 1,2 millió tonna volt, ami 14-15 PJ hőmennyiségnek felelt meg. A munkaterületeket három függőleges aknán és egy lejtősaknán keresztül lehetett megközelíteni. A munkafolyamatot (vágathajtás, fejtés) teljes mértékben gépesítették. A kitermelt szenet gumihevederes szalagpályán szállították el az aprítóba és az osztályozóba. Itt az erőművi felhasználáshoz szükséges méretre aprították és az egyenletes fűtőérték biztosítása érdekében szétválogatták. Európában egyedülálló módon ezek a környezetet amúgy erősen terhelő folyamatok itt teljes egészében a felszín alatt zajlottak. A megfelelően előkészített szén egy 12 kilométeres összhosszúságú külszíni szalagpálya-rendszeren jutott el az Oroszlányi Hőerőműbe.

### Balesetek, bányakárok
Itt történt Magyarország történetének egyik legsúlyosabb sújtólégrobbanás által okozott  bányakatasztrófája 1983. június 22-én. Egy éjszakai vihar miatt áramszünet lépett fel, ezért leállt a szellőztető rendszer. A helyreállítás idejére a 400 méteres mélységben dolgozó 94 bányász egy olyan helyre húzódott, ahol a természetes légáramlat biztosította a szellőzést. Amikor azonban az áramot visszakapcsolták, egy szikra miatt berobbant az addig összegyűlt metán, mely 33 magyar és 4 lengyel bányász halálát okozta.
A bánya nyitása a környék fellendülését eredményezte, hiszen sok munkahelyet teremtett. Pusztavám területének alábányászása azonban gondokat is okozott. A rendszerváltás után egyre kevésbé volt gazdaságos a termelés. A bánya-erőmű integráció során a márkushegyi bányát az Oroszlányi Hőerőművel vonták össze, így jött létre 1994-ben a Vértesi Erőmű Zrt.

## Bezárása
2002-től már csak a „szénfillér”-támogatással lehetett a bánya és az erőmű működését fenntartani. A 2006–10 közötti második szénfillér-program a fogyasztók áramszámláján megjelenő 18 filléres összegekből próbálta az átalakítást támogatni. A Vértesi Erőmű vesztesége 2007-ben 3,3, 2008-ban 6,6, 2009-ben 3,4, 2010-ben pedig 11 milliárd forint volt. A bánya bezárását mindezek ellenére többször is elhalasztották. A 2008-as gazdasági világválság után a fajlagos költségek megnövekedése miatt a termelést tovább csökkentették. A 2013-tól érvényes széndioxid-kvóta pedig ismét megnövelte az egységnyi elektromos áramra jutó szénkitermelés költségeit.
A bezárásra végül 2014. december 21-én került sor. Ekkor az üzem még 580 embert foglalkoztatott, akik közül 270 főt leépítettek, 235-en pedig részt vettek a bánya felszámolásában (pl. az eszközök, gépek kimentésében, aknák lezárásában, a felszíni épületek lebontásában, illetve a rekultivációban). A Vértesi Erőmű 2013-ban 42,3 milliárd forintot kapott a veszteségek pótlására és a következmények kezelésére. Ebből 10 milliárd forintot a bányászok előrehozott nyugdíjazására, végkielégítésére és átképzésére fordítottak. A bánya bezárása után az Oroszlányi Erőművet biomassza-tüzelésűvé alakították át.
A bányaterület helyreállítása 2018-ban zárult le. Ennek során a felszíni épületeket, létesítményeket lebontották, a talajt elegyengették és növényekkel ültették be. Az oroszlányi XX. akna területén bányászati múzeumot hoztak létre, a dobai külfejtés helyén pedig kialakították a Dobai-tavat.